# Stéphane Mondino
Stéphane Mondino est un auteur-compositeur-interprète français né le 6 juin 1975 à Aubervilliers.

## Biographie
À trois ans, Stéphane Mondino découvre sur les ondes la chanson au travers de Daniel Balavoine. Il a l'occasion de le rencontrer lors d'un concours organisé par RTL six ans plus tard. Ainsi, il passe au soir de ses neuf ans, du Palais des Sports où il assiste à son premier concert, à l'après spectacle où à côté de l'artiste, il découvre le véritable monde des musiciens. À 14 ans, il donne son premier concert devant des amis. À 16 ans, il quitte le lycée et entre au cours Alice Dona.
Il forme plusieurs formations où il commence en tant que bassiste/chanteur, chante dans des restaurants, des soirées privées puis part travailler au Club Med de 1999 à 2000.
Repéré en 2002 aux Rencontres d'Astaffort, il est signé l'année suivante sur le label de Francis Cabrel. De cette coopération naîtront les albums Saint Lazare et Roll over, et les premières parties des concerts de Cabrel de sa tournée Beaux Dégâts (Olympia, Casino de Paris, Zéniths...)
Il est depuis 2006 le parrain d'un club de rugby niçois, le RRCN

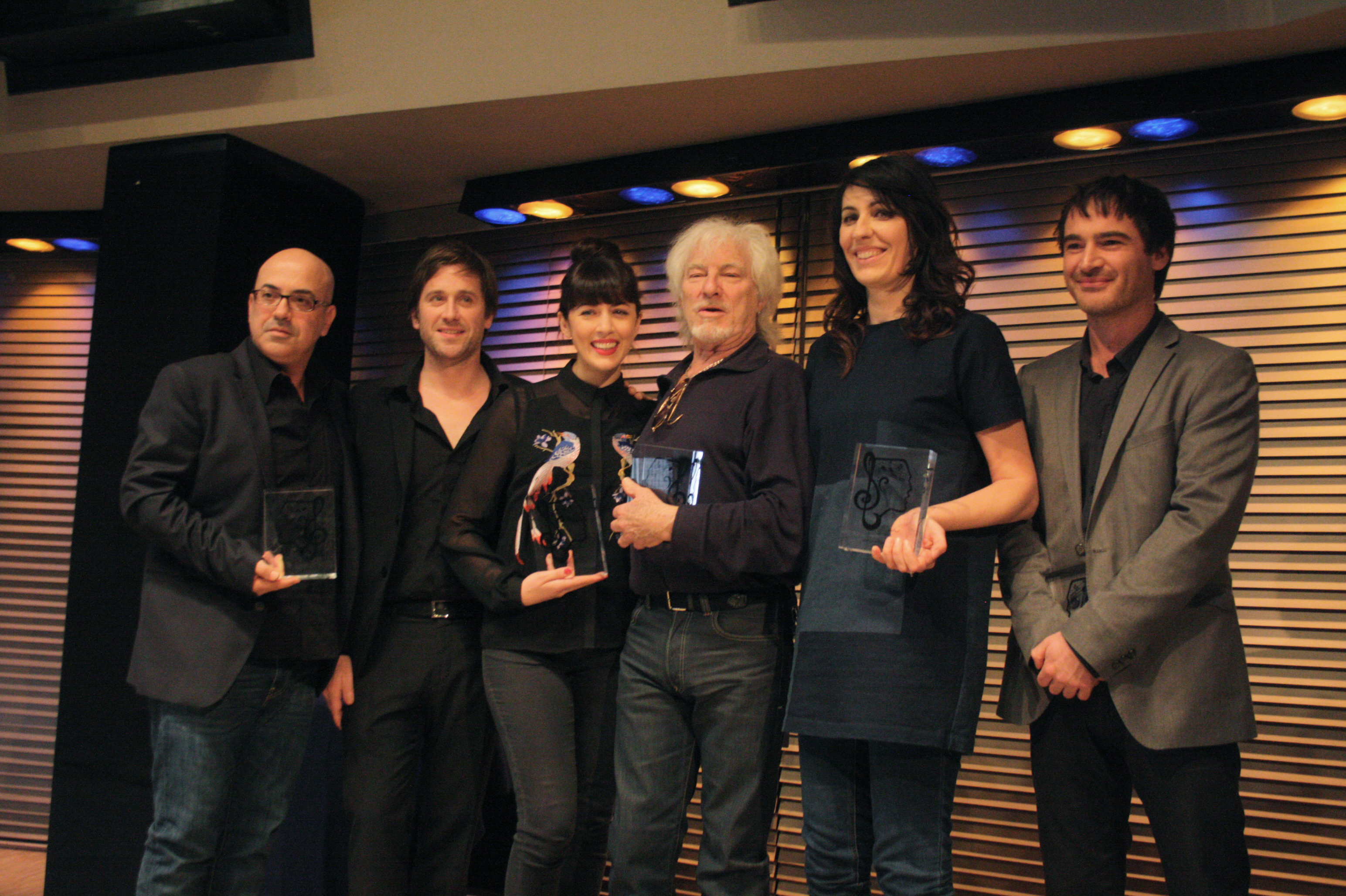
Prix de l'UNAC 2013

Stéphane Mondino reçoit en 2013, pour l'album 1975, le Grand Prix de l'UNAC (SACEM) du meilleur album autoproduit de l'année. 
En 2016, il crée "Le chanteur, hommage à Balavoine" un spectacle autour des chansons de Daniel Balavoine. 
Il signe la même année sur le label Sphère France, l'album "Les rêves de Babylone" sortira en mars 2017 et un concert à l'Européen à Paris aura lieu le 24 avril 2017.
Le 1er octobre 2021, il sort "Sous les abat-jours du soleil" 6ème album studio, produit par son label Dinoz et réalisé par Romain Roussoulière au studio "Bernadette" (Paris). 
Suivront quelques concerts en province et un concert aux Trois baudets à Paris le 5 novembre.
Il fonde le groupe rock "Régal de bovins" pendant le confinement de mars 2020, le premier album éponyme sortira le 9 février 2024.

## Vidéographie

### Clips
- Pauvre rêveur
- Un autre
- Roll over
- l'avenir sera chaud
- Les fantômes
- Freaks
- La vie est là
- Un peu plus à l'Ouest
- Africain
- Un autre amour viendra
- Les rêves de Babylone
- Des larmes
- Sous les abat-jours du soleil
- Uma Thurman
- Fait divers

### Vidéos et clips réalisés
- 2005 : Réalisation du clip "Le chien keupon" pour le groupe "Le manège grimançant"
- 2006 : Réalisation du clip "J'aime tout chez vous"de Daguerre
- 2008 : Réalisation du clip du titre Sors de ta cage du groupe ID FIX
- 2008 : Réalisation du reportage officiel des rencontres d'Astaffort[4]
- 2009 : Réalisation du clip "Mythique" du duo Grim
- 2014 : Réalisation du clip du titre "Le Temps des Noyaux" de Marie Cherrier